# René Duguay-Trouin

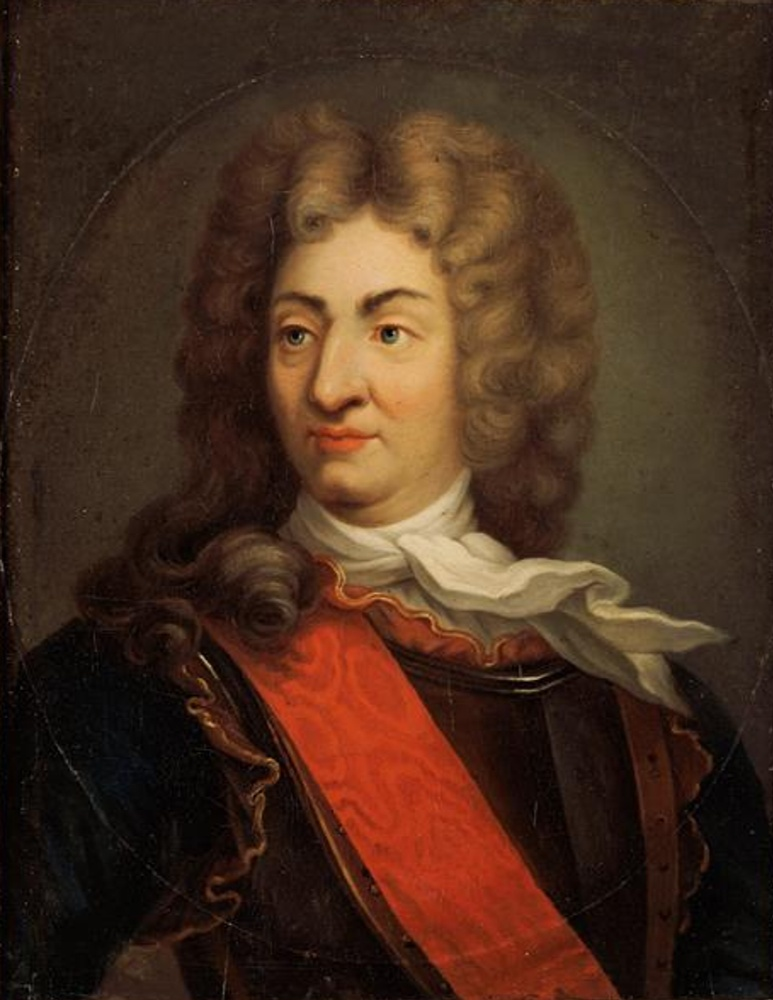
René Duguay-Trouin

René Duguay-Trouin (* 10. Juni 1673 in Saint-Malo; † 27. September 1736 in Paris) war ein französischer Freibeuter und Marineoffizier.

## Leben
Duguay-Trouin war der Sohn eines reichen Reeders und wurde 1689 Seemann auf einem Handelsschiff. Im Dezember 1690 schloss er sich Kapitän Legoux auf der Trinité, einem Kaperschiff, an. Bei der folgenden Eroberung eines englischen Schiffs, der Seven Stars of Scotland, bewies er solche Führungsqualitäten, dass er schon im Alter von 18 Jahren den Befehl über sein erstes Schiff, die Danycan, erhielt. Am 6. Juni 1692 wurde er Kommandant der 40-Kanonen-Fregatte Hercule. Mit ihr zeichnete er sich im Pfälzischen Erbfolgekrieg gegen England und die Niederlande aus, als er nicht bloß Kauffahrer, sondern auch Kriegsschiffe, zum Beispiel 1693 im Ärmelkanal zwei Linienschiffe, eroberte.
Am 12. April 1694 geriet er mit seinem Schiff, der Diligente, beim Eskortieren eines Konvois vor der niederländischen Küste in einen Kampf mit einem englischen Geschwader von sechs Schiffen unter Admiral David Mitchell. Sein Schiff wurde schwer zusammengeschossen und verlor den größten Teil seiner Besatzung. Duguay-Trouin wurde verwundet und musste die Flagge streichen. Er wurde als Gefangener nach Plymouth gebracht. Da er bei einem Angriff auf die Prince of Orange als Täuschungsmanöver die englische Flagge gesetzt hatte, kerkerten ihn die Engländer in einer eisern ausgelegten Zelle ein. Es gelang ihm jedoch, durch die Liebe einer jungen Engländerin, zu entkommen. Er floh aus Plymouth auf einem kleinen Boot, das er von dem befreundeten Kapitän eines im Hafen liegenden schwedischen Schiffs kaufte und mit dem er bis in die Bretagne segelte. Mit ihm entkamen sein Leutnant, sein Schiffsarzt und sein Steuermann. Wegen seiner Verdienste wurde er 1697 zum Fregattenkapitän der königlichen Marine ernannt.
1703 geriet er bei dichtem Nebel mit zwei Linienschiffen und drei Fregatten in ein niederländisches Geschwader von 15 Kriegsschiffen und konnte nur durch die scheinbare Annahme des Kampfes entkommen. An der Südküste von Spitzbergen plünderte und verbrannte er mehr als 30 Walfänger. 1704 nahm er den Engländern wiederum eine Fregatte nebst zwölf Handelsschiffen weg, wofür ihn König Ludwig XIV. zum Ritter des Ordre royal et militaire de Saint-Louis ernannte. Ein Angriff auf eine große, aus Brasilien kommende und mit Getreide und Munition beladene Flotte, den er mit drei Schiffen 1706 auf der Reede von Lissabon versuchte, scheiterte nach zweitägigem Kampf.
Während des Gefechts bei Lizard Point am 21. Oktober 1707 eroberte er, zusammen mit Claude de Forbin, 15 Transportschiffe, die dem Erzherzog Karl von Österreich, dem Rivalen Philipps V. von Spanien, Lebensmittel und Waffen aus England überbringen sollten, sowie drei der fünf zur Sicherung eingesetzten Linienschiffe.
Die für unüberwindlich geltenden Festungswerke von Rio de Janeiro nahm seine kleine Flotte im September 1711 nach 11-tägigem Kampf; in der Schlacht von Rio de Janeiro erbeutete er 60 Handelsschiffe, drei Linienschiffe und zwei Fregatten und eine Kontribution von 610.000 Crusados.
Hierfür geadelt, wurde er 1715 zum Chef d’escadre (Konteradmiral) und 1728 zum Lieutenant-général des armées navales (Vizeadmiral) ernannt und vom Herzog von Orléans in den Staatsrat berufen. 1731 sandte ihn Ludwig XV. gegen die Barbareskenstaaten, um dort das Ansehen der französischen Seemacht aufrechtzuerhalten. Die zuletzt 1728 erfolgte französische Bombardierung von Tripolis hatte keinen langanhaltenden Effekt hinterlassen.

## Ehrungen
Die französische Marine benannte seit 1781 mindestens neun ihrer Kriegsschiffe nach ihm: vier Linienschiffe, drei Kreuzer, eine Fregatte und als bisher letztes ein Atom-U-Boot der Suffren-Klasse.

## Werk
- Seine „Mémoires“ wurden von Beauchamps herausgegeben (Paris 1740, 4 Bde.; Amsterdam 1748; engl., London 1742)